# María Pilar Izquierdo Albero
María Pilar Izquierdo Albero (Zaragoza, 27 de julio de 1906-San Sebastián, 27 de agosto de 1945) fue una religiosa española, fundadora de la congregación de la Obra Misionera de Jesús y María. Es venerada como beata por la Iglesia católica.

## Biografía
Tercera de cinco hermanos, nació en Zaragoza en 1906. De familia humilde y piadosa, ya de joven manifestó su inclinación a la vida religiosa y el sacrificio. No fue a escuela ni aprendió a leer ni escribir: ella misma se llamaba « una tontica ». Entre los doce y catorce años estuvo enferma en Alfamén (Zaragoza), y luego comenzó a trabajar en una fábrica de calzado. En 1926 , mientras volvía del trabajo, cayó del tranvía y se fracturó la pelvis ; a raíz de esto, en 1929 quedó parapléjica y ciega, pasando doce años en varios hospitales de Zaragoza.
Vivía en la misma ciudad, en la calle de Cerdán, 24, donde era visitada por amigos y conocidos que admiraban su entereza y sus consejos espirituales. Especialmente durante la Guerra civil española, su casa se convirtió en un refugio para los cristianos perseguidos. En 1936, Pilar empieza a hablar de la Obra de Jesús, que quería que sus miembros imitaran la vida activa de Cristo en la tierra, entregándose a las obras de misericordia. El 8 de diciembre de 1939, curó repentinamente de la parálisis, sanación que atribuyó a un milagro de la Virgen. Poco después, también recuperó la visión y desaparecieron los dolores que tenía.
Inmediatamente, inició la fundación de la Obra de Jesús. Con otros jóvenes marchó a Madrid donde ya había sido aprobado el proyecto de fundación, con el nombre de Misioneras de Jesús y María. Se le prohibió, sin embargo, ejercer el apostolado y predicar. En 1942, el obispo de Madrid erigió la Obra como Pía Unión de Misioneras de Jesús, María y José.
Dos años después, volvió a caer enferma. Además, algunas personas desacreditado su Pía Unión, a pesar del trabajo que ya había hecho con niños, ancianos y necesidades. Pilar, a raíz de ello, se retiró de su fundación en noviembre de 1944, con nueve de sus compañeras. El día 9 de ese mes viajó a San Sebastián, el coche tuvo un accidente y Pilar se fracturó una pierna. Poco después tuvo un tumor maligno y murió el 27 de agosto de 1945.
Las compañeras, unidas bajo la dirección del confesor de Pilar, Daniel Díez García, fueron a Logroño en 1947 y en mayo de 1948 el obispo Fidel García Martínez aprobó la Pia Unión con el nombre de Obra Misionera de Jesús y María. En 1961 fueron aprobadas como congregación religiosa, confirmadas por la Santa Sede en 1981.
La fama de santidad de Pilar Izquierdo hizo que el obispo de Calahorra, Santo Domingo de la Calzada y Logroño, Francisco Álvarez Martínez, iniciase la causa de beatificación en 1983. El 18 de diciembre de 2000, Juan Pablo II la declaró venerable y el 7 de julio de 2001 se aprobó el milagro atribuido a su intercesión; fue beatificada el 4 de noviembre siguiente.